# ATP Challenger Tour 2014
Navigation
Saison 2013 Saison 2015
La saison 2014 de l'ATP Challenger Tour, circuit secondaire du tennis professionnel organisé par l'ATP, comprend 150 tournois répartis en 5 catégories en fonction de leur dotation qui varie de 40 000 à 125 000 $ ou de 35 000 à 106 500 €.
En fin d'année, les meilleurs joueurs du circuit se qualifient pour l'ATP Challenger Tour Finals, équivalent du Masters sur le circuit principal, qui offre une dotation de 220 000 $ et se déroule depuis 2011 à São Paulo.

## Répartition des tournois

### Par catégorie
| Catégorie du tournoi       | Nombre |
| -------------------------- | ------ |
| ATP Challenger Tour Finals | 1      |
| ATP Challenger 125         | 12     |
| ATP Challenger 110         | 9      |
| ATP Challenger 100         | 16     |
| ATP Challenger 90          | 31     |
| ATP Challenger 80          | 81     |

## Palmarès

### En simple
| Date          | Nom et lieu du tournoi                                               | Dotation     | Surface             | Vainqueur             | Finaliste                |
| 30 décembre   | Aberto de São Paulo, São Paulo                                       | 125 000 $ +H | Dur                 | João Souza            | Alejandro González       |
| 30 décembre   | Challenger BNP Paribas de Nouvelle-Calédonie, Nouméa                 | 75 000 $ +H  | Dur                 | Alejandro Falla       | Steven Diez              |
| 20 janvier    | Intersport Heilbronn Open, Heilbronn                                 | 106 500 € +H | Dur (int.)          | Peter Gojowczyk       | Igor Sijsling            |
| 20 janvier    | Royal Lahaina Challenger, Maui                                       | 50 000 $     | Dur                 | Bradley Klahn         | Yang Tsung-hua           |
| 20 janvier    | Bucaramanga Open, Bucaramanga                                        | 40 000 $ +H  | Terre battue        | Alejandro Falla       | Paolo Lorenzi            |
| 27 janvier    | McDonald's Burnie International, Burnie                              | 50 000 $     | Dur                 | Matt Reid             | Hiroki Moriya            |
| 27 janvier    | Visit Panama Cup, Chitré                                             | 40 000 $ +H  | Dur                 | Wayne Odesnik         | Jimmy Wang               |
| 3 février     | Challenger of Dallas, Dallas                                         | 100 000 $    | Dur (int.)          | Steve Johnson         | Malek Jaziri             |
| 3 février     | Shriram Capital P.L.Reddy Memorial Challenger, Chennai               | 50 000 $     | Dur                 | Yuki Bhambri          | Alexander Kudryavtsev    |
| 3 février     | Charles Sturt Adelaide International, West Lakes                     | 50 000 $     | Dur                 | Bradley Klahn         | Tatsuma Ito              |
| 10 février    | Trofeo Perrel - FAIP, Bergame                                        | 42 500 € +H  | Dur (int.)          | Simone Bolelli        | Jan-Lennard Struff       |
| 10 février    | Open BNP Paribas Banque de Bretagne, Quimper                         | 42 500 € +H  | Dur (int.)          | Pierre-Hugues Herbert | Vincent Millot           |
| 10 février    | State Bank of India ATP Challenger Tour, Calcutta                    | 50 000 $     | Dur                 | Ilija Bozoljac        | Evgeny Donskoy           |
| 17 février    | ONGC-GAIL Delhi Open, New Delhi                                      | 100 000 $    | Dur                 | Somdev Devvarman      | Aleksandr Nedovyesov     |
| 17 février    | Morelos Open, Morelos                                                | 75 000 $ +H  | Dur                 | Gerald Melzer         | Víctor Estrella          |
| 17 février    | Astana Challenger, Astana                                            | 75 000 $     | Dur (int.)          | Andrey Golubev        | Gilles Müller            |
| 24 février    | Challenger La Manche, Cherbourg                                      | 64 000 € +H  | Dur (int.)          | Kenny de Schepper     | Norbert Gombos           |
| 24 février    | Changleshao - ATP Challenger Guangzhou, Canton                       | 50 000 $ +H  | Dur                 | Blaž Rola             | Yuichi Sugita            |
| 24 février    | XIX Challenger ATP de Salinas ‘Diario Expreso’, Salinas              | 40 000 $ +H  | Terre battue        | Víctor Estrella       | Andrea Collarini         |
| 3 mars        | Shimadzu All Japan Indoor Championships, Kyoto                       | 40 000 $ +H  | Moquette (int.)     | Martin Fischer        | Tatsuma Ito              |
| 10 mars       | Irving Tennis Classic, Irving                                        | 125 000 $ +H | Dur                 | Lukáš Rosol           | Steve Johnson            |
| 10 mars       | Kazan Kremlin Cup, Kazan                                             | 75 000 $ +H  | Dur (int.)          | Marsel Ilhan          | Michael Berrer           |
| 17 mars       | Visit Panama Cup, Panama                                             | 40 000 $ +H  | Terre battue        | Pere Riba             | Blaž Rola                |
| 17 mars       | Challenger Banque Nationale, Rimouski                                | 40 000 $ +H  | Dur (int.)          | Samuel Groth          | Ante Pavić               |
| 24 mars       | Zurich Jalisco Open presentado por Aeromexico y Lacoste, Guadalajara | 100 000 $ +H | Dur                 | Gilles Müller         | Denis Kudla              |
| 24 mars       | Seguros Bolívar Open Barranquilla, Barranquilla                      | 40 000 $ +H  | Terre battue        | Pablo Cuevas          | Martin Kližan            |
| 31 mars       | Open de Guadeloupe, Le Gosier                                        | 100 000 $ +H | Dur                 | Steve Johnson         | Kenny de Schepper        |
| 31 mars       | Open Harmonie Mutuelle, Saint-Brieuc                                 | 42 500 € +H  | Dur (int.)          | Andreas Beck          | Grégoire Burquier        |
| 31 mars       | Challenger Ficrea, León                                              | 40 000 $ +H  | Dur                 | Rajeev Ram            | Samuel Groth             |
| 7 avril       | Mersin Cup, Mersin                                                   | 64 000 €     | Terre battue        | Damir Džumhur         | Pere Riba                |
| 7 avril       | Taroii Open de Tênis, Itajaí                                         | 40 000 $ +H  | Terre battue        | Facundo Argüello      | Diego Schwartzman        |
| 14 avril      | Sarasota Open, Sarasota                                              | 100 000 $    | Dur                 | Nick Kyrgios          | Filip Krajinović         |
| 14 avril      | San Luis Potosí Challenger, San Luis Potosí                          | 40 000 $ +H  | Terre battue        | Paolo Lorenzi         | Adrián Menéndez-Maceiras |
| 14 avril      | Challenger ATP Cachantun Cup, Santiago                               | 40 000 $ +H  | Terre battue        | Thiemo de Bakker      | James Duckworth          |
| 14 avril      | São Paulo Challenger de Tênis, São Paulo                             | 40 000 $ +H  | Terre battue        | Rogério Dutra Silva   | Blaž Rola                |
| 21 avril      | Gemdale ATP Challenger, Shenzhen                                     | 50 000 $ +H  | Dur                 | Gilles Müller         | Lukáš Lacko              |
| 21 avril      | Savannah Challenger, Savannah                                        | 50 000 $     | Terre battue        | Nick Kyrgios          | Jack Sock                |
| 21 avril      | Citta di Vercelli - Trofeo Multimed, Verceil                         | 42 500 €     | Terre battue        | Simone Bolelli        | Mate Delić               |
| 21 avril      | Campeonato Internacional de Tênis de Santos, Santos                  | 40 000 $ +H  | Terre battue        | Máximo González       | Gastão Elias             |
| 28 avril      | Tunis Open, Tunis                                                    | 125 000 $ +H | Terre battue        | Simone Bolelli        | Julian Reister           |
| 28 avril      | Prosperita Open, Ostrava                                             | 85 000 € +H  | Terre battue        | Andrey Kuznetsov      | Miloslav Mečíř Jr.       |
| 28 avril      | Santaizi ATP Challenger, Taipei                                      | 75 000 $     | Moquette (int.)     | Gilles Müller         | John-Patrick Smith       |
| 28 avril      | ATP Challenger China International, Anning                           | 50 000 $ +H  | Terre battue        | Alex Bolt             | Nikola Mektić            |
| 28 avril      | Tallahassee Tennis Challenger, Tallahassee                           | 50 000 $     | Terre battue        | Robby Ginepri         | Frank Dancevic           |
| 28 avril      | Seguros Bolívar Open Cali, Cali                                      | 40 000 $ +H  | Terre battue        | Gonzalo Lama          | Marco Trungelliti        |
| 5 mai         | Open du Pays d'Aix, Aix-en-Provence                                  | 64 000 €     | Terre battue        | Diego Schwartzman     | Andreas Beck             |
| 5 mai         | Rome Open, Rome                                                      | 42 500 € +H  | Terre battue        | Julian Reister        | Pablo Cuevas             |
| 5 mai         | Adidas International Gimcheon, Gimcheon                              | 50 000 $     | Dur                 | Gilles Müller         | Tatsuma Ito              |
| 12 mai        | BNP Paribas Primrose Bordeaux, Bordeaux                              | 85 000 € +H  | Terre battue        | Julien Benneteau      | Steve Johnson            |
| 12 mai        | Busan Open Challenger Tennis, Busan                                  | 75 000 $ +H  | Dur                 | Go Soeda              | Jimmy Wang               |
| 12 mai        | Heilbronner Neckarcup, Heilbronn                                     | 35 000 € +H  | Terre battue        | Jan-Lennard Struff    | Márton Fucsovics         |
| 12 mai        | Samarkand Challenger, Samarcande                                     | 50 000 $     | Terre battue        | Farrukh Dustov        | Aslan Karatsev           |
| 19 mai        | Karshi Challenger, Karchi                                            | 50 000 $     | Dur                 | Nikoloz Basilashvili  | Chase Buchanan           |
| 26 mai        | Internazionali di tennis Citta di Vicenza, Vicence                   | 42 500 €     | Terre battue        | Filip Krajinović      | Norbert Gombos           |
| 2 juin        | UniCredit Czech Open, Prostějov                                      | 106 500 € +H | Terre battue        | Jiří Veselý           | Norbert Gombos           |
| 2 juin        | Aegon Trophy, Nottingham                                             | 64 000 €     | Gazon               | Márcos Baghdatís      | Marinko Matosevic        |
| 2 juin        | XII Venice Challenge Save Cup, Mestre                                | 42 500 € +H  | Terre battue        | Pablo Cuevas          | Marco Cecchinato         |
| 2 juin        | BRD Arad Challenger, Arad                                            | 35 000 € +H  | Terre battue        | Damir Džumhur         | Pere Riba                |
| 2 juin        | Franken Challenge, Fürth                                             | 35 000 € +H  | Terre battue        | Tobias Kamke          | Íñigo Cervantes          |
| 9 juin        | Citta di Caltanissetta, Caltanissetta                                | 106 500 € +H | Terre battue        | Pablo Carreño-Busta   | Facundo Bagnis           |
| 9 juin        | Aegon Nottingham Challenger, Nottingham                              | 64 000 €     | Gazon               | Nick Kyrgios          | Samuel Groth             |
| 9 juin        | Prague Open, Prague                                                  | 42 500 €     | Terre battue        | Lukáš Rosol           | Jiří Veselý              |
| 9 juin        | Fergana Challenger, Ferghana                                         | 50 000 $     | Dur                 | Blaž Kavčič           | Alexander Kudryavtsev    |
| 9 juin        | Internationaux de Tennis de Blois, Blois                             | 35 000 € +H  | Terre battue        | Máximo González       | Gastão Elias             |
| 9 juin        | Kosice Open, Košice                                                  | 35 000 € +H  | Terre battue        | Frank Dancevic        | Norbert Gombos           |
| 16 juin       | Tianjin Health Industry Park, Tianjin                                | 50 000 $ +H  | Dur                 | Blaž Kavčič           | Alexander Kudryavtsev    |
| 16 juin       | Morocco Tennis Tour Mohammedia, Mohammédia                           | 42 500 €     | Terre battue        | Pablo Carreño-Busta   | Daniel Muñoz de la Nava  |
| 16 juin       | Aspria Tennis Cup - Trofeo CDI, Milan                                | 35 000 € +H  | Terre battue        | Albert Ramos          | Pere Riba                |
| 23 juin       | Honggutan - ATP Challenger China International, Nanchang             | 50 000 $ +H  | Dur                 | Go Soeda              | Blaž Kavčič              |
| 23 juin       | Challenger 2001 Team "Citta di Padova", Padoue                       | 42 500 €     | Terre battue        | Máximo González       | Albert Ramos             |
| 23 juin       | Marburg Open, Marbourg                                               | 35 000 € +H  | Terre battue        | Horacio Zeballos      | Thiemo de Bakker         |
| 30 juin       | Sparkassen Open, Brunswick                                           | 106 500 € +H | Terre battue        | Alexander Zverev      | Paul-Henri Mathieu       |
| 30 juin       | Nielsen Pro Tennis Championship, Winnetka                            | 50 000 $     | Dur                 | Denis Kudla           | Farrukh Dustov           |
| 30 juin       | Trofeo Ricardo Delgado Aray, Manta                                   | 40 000 $ +H  | Dur                 | Adrian Mannarino      | Guido Andreozzi          |
| 30 juin       | Distal & ITR Group Tennis Cup, Todi                                  | 35 000 € +H  | Terre battue        | Aljaž Bedene          | Márton Fucsovics         |
| 7 juillet     | Sport 1 Open, Scheveningen                                           | 42 500 € +H  | Terre battue        | David Goffin          | Andreas Beck             |
| 7 juillet     | Tilia Slovenia Open, Portorož                                        | 42 500 €     | Dur                 | Blaž Kavčič           | Gilles Müller            |
| 7 juillet     | San Benedetto Tennis Cup, San Benedetto                              | 35 000 € +H  | Terre battue        | Damir Džumhur         | Andreas Haider-Maurer    |
| 14 juillet    | OEC Kaohsiung ATP Challenger, Kaohsiung                              | 125 000 $ +H | Dur                 | Lu Yen-hsun           | Luca Vanni               |
| 14 juillet    | Challenger Banque Nationale, Granby                                  | 50 000 $ +H  | Dur                 | Hiroki Moriya         | Fabrice Martin           |
| 14 juillet    | Levene Gouldin & Thompson Tennis Challenger, Binghamton              | 50 000 $     | Dur                 | Serhiy Stakhovsky     | Wayne Odesnik            |
| 14 juillet    | Poznań Open, Poznań                                                  | 35 000 € +H  | Terre battue        | David Goffin          | Blaž Rola                |
| 14 juillet    | Guzzini Challenger, Recanati                                         | 35 000 € +H  | Dur                 | Gilles Müller         | Ilija Bozoljac           |
| 21 juillet    | President's Cup, Astana                                              | 125 000 $    | Dur                 | Ričardas Berankis     | Marsel Ilhan             |
| 21 juillet    | Kentucky Bank Tennis Championships, Lexington                        | 50 000 $     | Dur                 | James Duckworth       | James Ward               |
| 21 juillet    | Aamulehti Tampere Open, Tampere                                      | 42 500 €     | Terre battue        | David Goffin          | Jarkko Nieminen          |
| 21 juillet    | Oberstaufen Cup, Oberstaufen                                         | 35 000 € +H  | Terre battue        | Simone Bolelli        | Michael Berrer           |
| 28 juillet    | Odlum Brown VanOpen, Vancouver                                       | 100 000 $    | Dur                 | Márcos Baghdatís      | Farrukh Dustov           |
| 28 juillet    | International Tennis Tournament of Cortina, Cortina d'Ampezzo        | 42 500 € +H  | Terre battue        | Filip Krajinović      | Federico Gaio            |
| 28 juillet    | Open Castilla y León, Ségovie                                        | 42 500 € +H  | Dur                 | Adrian Mannarino      | Adrián Menéndez-Maceiras |
| 28 juillet    | Svijany Open, Liberec                                                | 35 000 € +H  | Terre battue        | Andrej Martin         | Horacio Zeballos         |
| 4 août        | The Comerica Bank Challenger, Aptos                                  | 100 000 $    | Dur                 | Márcos Baghdatís      | Mikhail Kukushkin        |
| 4 août        | San Marino Go&Fun Open, Saint-Marin                                  | 64 000 € +H  | Terre battue        | Adrian Ungur          | Antonio Veić             |
| 4 août        | Advantage Cars Prague Open, Prague                                   | 42 500 €     | Terre battue        | Diego Schwartzman     | André Ghem               |
| 11 août       | Internazionali di Tennis del Friuli Venezia Giulia, Cordenons        | 42 500 € +H  | Terre battue        | Albert Montañés       | Potito Starace           |
| 11 août       | Maserati Challenger, Meerbusch                                       | 35 000 € +H  | Terre battue        | Jozef Kovalík         | Andrey Kuznetsov         |
| 25 août       | Chang-Sat Bangkok Open, Bangkok                                      | 50 000 $     | Dur                 | Chung Hyeon           | Jordan Thompson          |
| 25 août       | Trofeo Citta di Como, Côme                                           | 35 000 € +H  | Terre battue        | Viktor Troicki        | Louk Sorensen            |
| 1er septembre | AON Open Challenger, Gênes                                           | 85 000 € +H  | Terre battue        | Albert Ramos          | Mate Delić               |
| 1er septembre | Seguros Bolívar Open, Medellín                                       | 50 000 $ +H  | Terre battue        | Austin Krajicek       | João Souza               |
| 1er septembre | TEAN International, Alphen-sur-le-Rhin                               | 42 500 €     | Terre battue        | Jesse Huta Galung     | Daniel Muñoz de la Nava  |
| 1er septembre | Trophée des Alpilles, Saint-Rémy-de-Provence                         | 42 500 €     | Dur                 | Nicolas Mahut         | Vincent Millot           |
| 1er septembre | Road to the Shanghai Rolex Masters, Shanghai                         | 50 000 $     | Dur                 | Yoshihito Nishioka    | Somdev Devvarman         |
| 1er septembre | BRD Brasov Challenger, Brașov                                        | 35 000 € +H  | Terre battue        | Andreas Haider-Maurer | Guillaume Rufin          |
| 8 septembre   | Pekao Szczecin Open, Szczecin                                        | 106 500 € +H | Terre battue        | Dustin Brown          | Jan-Lennard Struff       |
| 8 septembre   | Banja Luka Challenger, Banja Luka                                    | 64 000 € +H  | Terre battue        | Viktor Troicki        | Albert Ramos             |
| 8 septembre   | AMEX Istanbul Challenger, Istanbul                                   | 75 000 $     | Dur                 | Adrian Mannarino      | Tatsuma Ito              |
| 8 septembre   | Copa Sevilla, Séville                                                | 42 500 € +H  | Terre battue        | Pablo Carreño-Busta   | Taro Daniel              |
| 8 septembre   | Challenger Pulcra Lachiter, Biella                                   | 42 500 €     | Terre battue        | Matteo Viola          | Filippo Volandri         |
| 15 septembre  | Izmir Cup, Izmir                                                     | 106 500 €    | Dur                 | Borna Ćorić           | Malek Jaziri             |
| 15 septembre  | Arimex Challenger Trophy, Trnava                                     | 42 500 € +H  | Terre battue        | Andreas Haider-Maurer | Antonio Veić             |
| 15 septembre  | Morocco Tennis Tour Meknès, Meknès                                   | 42 500 €     | Terre battue        | Kimmer Coppejans      | Lucas Pouille            |
| 15 septembre  | Campeonato Internacional de Tênis de Campinas, Campinas              | 40 000 $ +H  | Terre battue        | Diego Schwartzman     | André Ghem               |
| 15 septembre  | Trofeo Ciudad de Quito 'Diario El Comercio', Quito                   | 40 000 $ +H  | Terre battue        | Horacio Zeballos      | Nicolás Jarry            |
| 22 septembre  | Open d'Orléans, Orléans                                              | 106 500 € +H | Dur (int.)          | Serhiy Stakhovsky     | Thomaz Bellucci          |
| 22 septembre  | Sibiu Open, Sibiu                                                    | 42 500 € +H  | Terre battue        | Jason Kubler          | Radu Albot               |
| 22 septembre  | Morocco Tennis Tour Kenitra, Kénitra                                 | 42 500 €     | Terre battue        | Daniel Gimeno-Traver  | Albert Ramos             |
| 22 septembre  | Napa Valley Challenger, Napa                                         | 50 000 $     | Dur                 | Sam Querrey           | Tim Smyczek              |
| 22 septembre  | Aberto de Tênis do Rio Grande do Sul, Porto Alegre                   | 40 000 $ +H  | Terre battue        | Carlos Berlocq        | Diego Schwartzman        |
| 22 septembre  | Seguros Bolívar Open Pereira, Pereira                                | 40 000 $ +H  | Terre battue        | Víctor Estrella       | João Souza               |
| 29 septembre  | Ethias Trophy, Mons                                                  | 106 500 € +H | Dur (int.)          | David Goffin          | Steve Darcis             |
| 29 septembre  | Sacramento Pro Circuit Challenger, Sacramento                        | 100 000 $    | Dur                 | Sam Querrey           | Stefan Kozlov            |
| 29 septembre  | Claro Open Cali 2, Cali                                              | 40 000 $ +H  | Terre battue        | Paolo Lorenzi         | Víctor Estrella          |
| 6 octobre     | Tashkent Challenger, Tachkent                                        | 125 000 $ +H | Dur                 | Lukáš Lacko           | Serhiy Stakhovsky        |
| 6 octobre     | Open de Rennes, Rennes                                               | 85 000 € +H  | Dur (int.)          | Steve Darcis          | Nicolas Mahut            |
| 6 octobre     | First Repuplic Bank Tiburon Challenger, Tiburon                      | 100 000 $    | Dur                 | Sam Querrey           | John Millman             |
| 13 octobre    | Indore Open ATP Challenger, Indore                                   | 50 000 $     | Dur                 | Saketh Myneni         | Aleksandr Nedovyesov     |
| 13 octobre    | Copa San Juan Gobierno, San Juan                                     | 40 000 $ +H  | Terre battue        | Diego Schwartzman     | João Souza               |
| 20 octobre    | KPIT MSLTA Challenger, Pune                                          | 50 000 $ +H  | Dur                 | Yuichi Sugita         | Adrián Menéndez-Maceiras |
| 20 octobre    | Copa Gobierno de Cordoba, Córdoba                                    | 40 000 $ +H  | Terre battue        | Alejandro González    | Máximo González          |
| 27 octobre    | Geneva Open presented by IPP, Genève                                 | 64 000 € +H  | Dur (int.)          | Márcos Baghdatís      | Michał Przysiężny        |
| 27 octobre    | Latrobe City Traralgon Challenger, Traralgon                         | 50 000 $     | Dur                 | Bradley Klahn         | Jarmere Jenkins          |
| 27 octobre    | Charlottesville Men's Pro Challenger, Charlottesville                | 50 000 $     | Dur (int.)          | James Duckworth       | Liam Broady              |
| 27 octobre    | Bauer Watertechnology Cup, Eckental                                  | 35 000 € +H  | Moquette (int.)     | Ruben Bemelmans       | Tim Pütz                 |
| 27 octobre    | Open de la Réunion, La Réunion                                       | 35 000 € +H  | Dur                 | Robin Haase           | Florent Serra            |
| 3 novembre    | Slovak Open, Bratislava                                              | 85 000 € +H  | Dur (int.)          | Peter Gojowczyk       | Farrukh Dustov           |
| 3 novembre    | Internationaux de tennis de Vendée, Mouilleron-le-Captif             | 64 000 € +H  | Dur (int.)          | Pierre-Hugues Herbert | Marsel Ilhan             |
| 3 novembre    | Sparkasse ATP Challenger, Ortisei                                    | 64 000 €     | Dur (int.)          | Andreas Seppi         | Matthias Bachinger       |
| 3 novembre    | Latrobe City Traralgon Challenger 2, Traralgon                       | 50 000 $     | Dur                 | John Millman          | James Ward               |
| 3 novembre    | Knoxville Challenger, Knoxville                                      | 50 000 $     | Dur (int.)          | Adrian Mannarino      | Samuel Groth             |
| 10 novembre   | Trofeo Citta di Brescia, Brescia                                     | 42 500 € +H  | Moquette (int.)     | Illya Marchenko       | Farrukh Dustov           |
| 10 novembre   | Challenger Ciudad de Guayaquil, Guayaquil                            | 50 000 $ +H  | Terre battue        | Pablo Cuevas          | Paolo Lorenzi            |
| 10 novembre   | IPP Open, Helsinki                                                   | 42 500 €     | Dur (int.)          | Jürgen Zopp           | Dudi Sela                |
| 10 novembre   | Keio Challenger International Tennis Tournament, Yokohama            | 50 000 $     | Dur                 | John Millman          | Kyle Edmund              |
| 10 novembre   | JSM Challenger of Champaign-Urbana, Champaign                        | 50 000 $     | Dur (int.)          | Adrian Mannarino      | Frederik Nielsen         |
| 17 novembre   | ATP Challenger Tour Finals, São Paulo                                | 220 000 $    | Terre battue (int.) | Diego Schwartzman     | Guilherme Clezar         |
| 17 novembre   | Lima Challenger Copa Claro, Lima                                     | 50 000 $ +H  | Terre battue        | Guido Pella           | Jason Kubler             |
| 17 novembre   | Uruguay Open, Montevideo                                             | 50 000 $     | Terre battue        | Pablo Cuevas          | Hugo Dellien             |
| 17 novembre   | Dunlop Srixon World Challenge, Toyota                                | 40 000 $ +H  | Moquette (int.)     | Go Soeda              | Tatsuma Ito              |
| 17 novembre   | Internazionali di Tennis Andria e Castelo del Monte, Andria          | 35 000 € +H  | Dur (int.)          | Ričardas Berankis     | Nikoloz Basilashvili     |

### En double
| Date          | Nom et lieu du tournoi                                               | Dotation     | Surface         | Vainqueurs                                    | Finalistes                                          |
| 30 décembre   | Aberto de São Paulo, São Paulo                                       | 125 000 $ +H | Dur             | Gero Kretschmer Alexander Satschko            | Nicolás Barrientos Víctor Estrella                  |
| 30 décembre   | Challenger BNP Paribas de Nouvelle-Calédonie, Nouméa                 | 75 000 $ +H  | Dur             | Austin Krajicek Tennys Sandgren               | Ante Pavić Blaž Rola                                |
| 20 janvier    | Intersport Heilbronn Open, Heilbronn                                 | 106 500 € +H | Dur (int.)      | Tomasz Bednarek Henri Kontinen                | Ken Skupski Neal Skupski                            |
| 20 janvier    | Royal Lahaina Challenger, Maui                                       | 50 000 $     | Dur             | Denis Kudla Yasutaka Uchiyama                 | Daniel Kosakowski Nicolas Meister                   |
| 20 janvier    | Bucaramanga Open, Bucaramanga                                        | 40 000 $ +H  | Terre battue    | Juan Sebastián Cabal Robert Farah             | Kevin King Juan-Carlos Spir                         |
| 27 janvier    | McDonald's Burnie International, Burnie                              | 50 000 $     | Dur             | Matt Reid John-Patrick Smith                  | Toshihide Matsui Danai Udomchoke                    |
| 27 janvier    | Visit Panama Cup, Chitré                                             | 40 000 $ +H  | Dur             | Kevin King Juan-Carlos Spir                   | Alex Llompart Mateo Nicolás Martínez                |
| 3 février     | Challenger of Dallas, Dallas                                         | 100 000 $    | Dur (int.)      | Samuel Groth Chris Guccione                   | Ryan Harrison Mark Knowles                          |
| 3 février     | Shriram Capital P.L. Reddy Memorial Challenger, Chennai              | 50 000 $     | Dur             | Yuki Bhambri Michael Venus                    | N. Sriram Balaji Blaž Rola                          |
| 3 février     | Charles Sturt Adelaide International, West Lakes                     | 50 000 $     | Dur             | Marcus Daniell Jarmere Jenkins                | Dane Propoggia Jose Rubin Statham                   |
| 10 février    | Trofeo Perrel - FAIP, Bergame                                        | 42 500 € +H  | Dur (int.)      | Karol Beck Michal Mertiňák                    | Konstantin Kravchuk Denys Molchanov                 |
| 10 février    | Open BNP Paribas Banque de Bretagne, Quimper                         | 42 500 € +H  | Dur (int.)      | Pierre-Hugues Herbert Albano Olivetti         | Toni Androić Nikola Mektić                          |
| 10 février    | State Bank of India ATP Challenger Tour, Calcutta                    | 50 000 $     | Dur             | Saketh Myneni Sanam Singh                     | Divij Sharan Vishnu Vardhan                         |
| 17 février    | ONGC-GAIL Delhi Open, New Delhi                                      | 100 000 $    | Dur             | Saketh Myneni Sanam Singh                     | Sanchai Ratiwatana Sonchat Ratiwatana               |
| 17 février    | Morelos Open, Morelos                                                | 75 000 $ +H  | Dur             | Andrej Martin Gerald Melzer                   | Alejandro Moreno Figueroa Miguel Ángel Reyes-Varela |
| 17 février    | Astana Challenger, Astana                                            | 75 000 $     | Dur (int.)      | Sergey Betov Alexander Bury                   | Andrey Golubev Evgeny Korolev                       |
| 24 février    | Challenger La Manche, Cherbourg                                      | 64 000 € +H  | Dur (int.)      | Henri Kontinen Konstantin Kravchuk            | Pierre-Hugues Herbert Albano Olivetti               |
| 24 février    | Changleshao - ATP Challenger Guangzhou, Canton                       | 50 000 $ +H  | Dur             | Sanchai Ratiwatana Sonchat Ratiwatana         | Lee Hsin-han Amir Weintraub                         |
| 24 février    | XIX Challenger ATP de Salinas ‘Diario Expreso’, Salinas              | 40 000 $ +H  | Terre battue    | Roberto Maytin Fernando Romboli               | Hugo Dellien Eduardo Schwank                        |
| 3 mars        | Shimadzu All Japan Indoor Championships, Kyoto                       | 40 000 $ +H  | Moquette (int.) | Purav Raja Divij Sharan                       | Sanchai Ratiwatana Michael Venus                    |
| 10 mars       | Irving Tennis Classic, Irving                                        | 125 000 $ +H | Dur             | Santiago González Scott Lipsky                | John-Patrick Smith Michael Venus                    |
| 10 mars       | Kazan Kremlin Cup, Kazan                                             | 75 000 $ +H  | Dur (int.)      | Flavio Cipolla Goran Tošić                    | Victor Baluda Konstantin Kravchuk                   |
| 17 mars       | Visit Panama Cup, Panama                                             | 40 000 $ +H  | Terre battue    | František Čermák Mikhail Elgin                | Martín Alund Guillermo Durán                        |
| 17 mars       | Challenger Banque Nationale, Rimouski                                | 40 000 $ +H  | Dur (int.)      | Edward Corrie Daniel Smethurst                | Germain Gigounon Olivier Rochus                     |
| 24 mars       | Zurich Jalisco Open presentado por Aeromexico y Lacoste, Guadalajara | 100 000 $ +H | Dur             | César Ramírez Miguel Ángel Reyes-Varela       | Andre Begemann Matthew Ebden                        |
| 24 mars       | Seguros Bolívar Open Barranquilla, Barranquilla                      | 40 000 $ +H  | Terre battue    | Pablo Cuevas Pere Riba                        | František Čermák Mikhail Elgin                      |
| 31 mars       | Open de Guadeloupe, Le Gosier                                        | 100 000 $ +H | Dur             | Tomasz Bednarek Adil Shamasdin                | Gero Kretschmer Michael Venus                       |
| 31 mars       | Open Harmonie Mutuelle, Saint-Brieuc                                 | 42 500 € +H  | Dur (int.)      | Dominik Meffert Tim Pütz                      | Victor Baluda Philipp Marx                          |
| 31 mars       | Challenger Ficrea, León                                              | 40 000 $ +H  | Dur             | Samuel Groth Chris Guccione                   | Marcus Daniell Artem Sitak                          |
| 7 avril       | Mersin Cup, Mersin                                                   | 64 000 €     | Terre battue    | Radu Albot Jaroslav Pospíšil                  | Thomas Fabbiano Matteo Viola                        |
| 7 avril       | Taroii Open de Tênis, Itajaí                                         | 40 000 $ +H  | Terre battue    | Máximo González Eduardo Schwank               | André Sá João Souza                                 |
| 14 avril      | Sarasota Open, Sarasota                                              | 100 000 $    | Dur             | Marin Draganja Henri Kontinen                 | Rubén Ramírez Hidalgo Franko Škugor                 |
| 14 avril      | San Luis Potosí Challenger, San Luis Potosí                          | 40 000 $ +H  | Terre battue    | Kevin King Juan-Carlos Spir                   | Adrián Menéndez-Maceiras Agustín Velotti            |
| 14 avril      | Challenger ATP Cachantun Cup, Santiago                               | 40 000 $ +H  | Terre battue    | Cristian Garín Nicolás Jarry                  | Jorge Aguilar Hans Podlipnik-Castillo               |
| 14 avril      | São Paulo Challenger de Tênis, São Paulo                             | 40 000 $ +H  | Terre battue    | Guido Pella Diego Schwartzman                 | Máximo González Andrés Molteni                      |
| 21 avril      | Gemdale ATP Challenger, Shenzhen                                     | 50 000 $ +H  | Dur             | Samuel Groth Chris Guccione                   | Dominik Meffert Tim Pütz                            |
| 21 avril      | Savannah Challenger, Savannah                                        | 50 000 $     | Terre battue    | Ilija Bozoljac Michael Venus                  | Facundo Bagnis Alex Bogomolov                       |
| 21 avril      | Citta di Vercelli - Trofeo Multimed, Verceil                         | 42 500 €     | Terre battue    | Matteo Donati Stefano Napolitano              | Pierre-Hugues Herbert Albano Olivetti               |
| 21 avril      | Campeonato Internacional de Tênis de Santos, Santos                  | 40 000 $ +H  | Terre battue    | Máximo González Andrés Molteni                | Guillermo Durán Renzo Olivo                         |
| 28 avril      | Tunis Open, Tunis                                                    | 125 000 $ +H | Terre battue    | Pierre-Hugues Herbert Adil Shamasdin          | Stephan Fransen Jesse Huta Galung                   |
| 28 avril      | Prosperita Open, Ostrava                                             | 85 000 € +H  | Terre battue    | Andrey Kuznetsov Adrián Menéndez-Maceiras     | Alessandro Motti Matteo Viola                       |
| 28 avril      | Santaizi ATP Challenger, Taipei                                      | 75 000 $     | Moquette (int.) | Samuel Groth Chris Guccione                   | Austin Krajicek John-Patrick Smith                  |
| 28 avril      | ATP Challenger China International, Anning                           | 50 000 $ +H  | Terre battue    | Alex Bolt Andrew Whittington                  | Daniel Cox Gong Maoxin                              |
| 28 avril      | Tallahassee Tennis Challenger, Tallahassee                           | 50 000 $     | Terre battue    | Ryan Agar Sebastian Bader                     | Bjorn Fratangelo Mitchell Krueger                   |
| 28 avril      | Seguros Bolívar Open Cali, Cali                                      | 40 000 $ +H  | Terre battue    | Facundo Bagnis Eduardo Schwank                | Nicolás Barrientos Eduardo Struvay                  |
| 5 mai         | Open du Pays d'Aix, Aix-en-Provence                                  | 64 000 €     | Terre battue    | Diego Schwartzman Horacio Zeballos            | Andreas Beck Martin Fischer                         |
| 5 mai         | Roma Open, Rome                                                      | 42 500 € +H  | Terre battue    | Radu Albot Artem Sitak                        | Andrea Arnaboldi Flavio Cipolla                     |
| 5 mai         | Adidas International Gimcheon, Gimcheon                              | 50 000 $     | Dur             | Samuel Groth Chris Guccione                   | Austin Krajicek John-Patrick Smith                  |
| 12 mai        | BNP Paribas Primrose Bordeaux, Bordeaux                              | 85 000 € +H  | Terre battue    | Marc Gicquel Serhiy Stakhovsky                | Ryan Harrison Alex Kuznetsov                        |
| 12 mai        | Busan Open Challenger Tennis, Busan                                  | 75 000 $ +H  | Dur             | Sanchai Ratiwatana Sonchat Ratiwatana         | Jamie Delgado John-Patrick Smith                    |
| 12 mai        | Heilbronner Neckarcup, Heilbronn                                     | 35 000 € +H  | Terre battue    | Andre Begemann Tim Pütz                       | Jesse Huta Galung Rameez Junaid                     |
| 12 mai        | Samarkand Challenger, Samarcande                                     | 50 000 $     | Terre battue    | Sergey Betov Alexander Bury                   | Shonigmatjon Shofayziyev Vaja Uzakov                |
| 19 mai        | Karshi Challenger, Karchi                                            | 50 000 $     | Dur             | Sergey Betov Alexander Bury                   | Gong Maoxin Peng Hsien-yin                          |
| 26 mai        | Internazionali di tennis Citta di Vicenza, Vicence                   | 42 500 €     | Terre battue    | Andrej Martin Igor Zelenay                    | Błażej Koniusz Mateusz Kowalczyk                    |
| 2 juin        | UniCredit Czech Open, Prostějov                                      | 106 500 € +H | Terre battue    | Andre Begemann Lukáš Rosol                    | Peter Polansky Adil Shamasdin                       |
| 2 juin        | Aegon Trophy, Nottingham                                             | 64 000 €     | Gazon           | Chris Guccione Rajeev Ram                     | Colin Fleming André Sá                              |
| 2 juin        | XII Venice Challenge Save Cup, Mestre                                | 42 500 € +H  | Terre battue    | Pablo Cuevas Horacio Zeballos                 | Daniele Bracciali Potito Starace                    |
| 2 juin        | BRD Arad Challenger, Arad                                            | 35 000 € +H  | Terre battue    | Franko Škugor Antonio Veić                    | Radu Albot Artem Sitak                              |
| 2 juin        | Franken Challenge, Fürth                                             | 35 000 € +H  | Terre battue    | Gerard Granollers Jordi Samper Montaña        | Adrián Menéndez-Maceiras Rubén Ramírez Hidalgo      |
| 9 juin        | Citta di Caltanissetta, Caltanissetta                                | 106 500 € +H | Terre battue    | Daniele Bracciali Potito Starace              | Pablo Carreño-Busta Enrique Lopez-Perez             |
| 9 juin        | Aegon Nottingham Challenger, Nottingham                              | 64 000 €     | Gazon           | Rameez Junaid Michael Venus                   | Ruben Bemelmans Go Soeda                            |
| 9 juin        | Prague Open, Prague                                                  | 42 500 €     | Terre battue    | Roman Jebavý Jiří Veselý                      | Lee Hsin-han Ze Zhang                               |
| 9 juin        | Fergana Challenger, Ferghana                                         | 50 000 $     | Dur             | Sergey Betov Alexander Bury                   | Nicolás Barrientos Stanislav Vovk                   |
| 9 juin        | Internationaux de Tennis de Blois, Blois                             | 35 000 € +H  | Terre battue    | Tristan Lamasine (en) Laurent Lokoli          | Guillermo Durán Máximo González                     |
| 9 juin        | Kosice Open, Košice                                                  | 35 000 € +H  | Terre battue    | Facundo Argüello Ariel Behar                  | Andriej Kapaś Błażej Koniusz                        |
| 16 juin       | Tianjin Health Industry Park, Tianjin                                | 50 000 $ +H  | Dur             | Robin Kern Josselin Ouanna                    | Jason Jung Evan King                                |
| 16 juin       | Morocco Tennis Tour Mohammedia, Mohammédia                           | 42 500 €     | Terre battue    | Fabiano de Paula Mohamed Safwat               | Richard Becker Elie Rousset                         |
| 16 juin       | Aspria Tennis Cup - Trofeo CDI, Milan                                | 35 000 € +H  | Terre battue    | Guillermo Durán Máximo González               | James Cerretani Frank Moser                         |
| 23 juin       | Honggutan - ATP Challenger China International, Nanchang             | 50 000 $ +H  | Dur             | Chen Ti Peng Hsien-yin                        | Jordan Kerr Fabrice Martin                          |
| 23 juin       | Challenger 2001 Team "Citta di Padova", Padoue                       | 42 500 €     | Terre battue    | Roberto Maytín Andrés Molteni                 | Guillermo Durán Máximo González                     |
| 23 juin       | Marburg Open, Marbourg                                               | 35 000 € +H  | Terre battue    | Jaroslav Pospíšil Franko Škugor               | Diego Schwartzman Horacio Zeballos                  |
| 30 juin       | Sparkassen Open, Brunswick                                           | 106 500 € +H | Terre battue    | Andreas Siljeström Igor Zelenay               | Rameez Junaid Michal Mertiňák                       |
| 30 juin       | Nielsen Pro Tennis Championship, Winnetka                            | 50 000 $     | Dur             | Thanasi Kokkinakis Denis Kudla                | Evan King Raymond Sarmiento                         |
| 30 juin       | Trofeo Ricardo Delgado Aray, Manta                                   | 40 000 $ +H  | Dur             | Chase Buchanan Peter Polansky                 | Luis David Martinez Eduardo Struvay                 |
| 30 juin       | Distal & ITR Group Tennis Cup, Todi                                  | 35 000 € +H  | Terre battue    | Guillermo Durán Máximo González               | Riccardo Ghedin Claudio Grassi                      |
| 7 juillet     | Sport 1 Open, Scheveningen                                           | 42 500 € +H  | Terre battue    | Matwé Middelkoop Boy Westerhof                | Martin Fischer Jesse Huta Galung                    |
| 7 juillet     | Tilia Slovenia Open, Portorož                                        | 42 500 €     | Dur             | Sergey Betov Alexander Bury                   | Ilija Bozoljac Flavio Cipolla                       |
| 7 juillet     | San Benedetto Tennis Cup, San Benedetto                              | 35 000 € +H  | Terre battue    | Daniele Giorgini Potito Starace               | Hugo Dellien Sergio Galdós                          |
| 14 juillet    | OEC Kaohsiung ATP Challenger, Kaohsiung                              | 125 000 $ +H | Dur             | Gong Maoxin Peng Hsien-yin                    | Chen Ti Huang Liang-chi                             |
| 14 juillet    | Challenger Banque Nationale, Granby                                  | 50 000 $ +H  | Dur             | Marcus Daniell Artem Sitak                    | Jordan Kerr Fabrice Martin                          |
| 14 juillet    | Levene Gouldin & Thompson Tennis Challenger, Binghamton              | 50 000 $     | Dur             | Daniel Cox Daniel Smethurst                   | Marius Copil Serhiy Stakhovsky                      |
| 14 juillet    | Poznan Open, Poznań                                                  | 35 000 € +H  | Terre battue    | Radu Albot Adam Pavlásek                      | Tomasz Bednarek Henri Kontinen                      |
| 14 juillet    | Guzzini Challenger, Recanati                                         | 35 000 € +H  | Dur             | Ilija Bozoljac Goran Tošić                    | James Cluskey Laurynas Grigelis                     |
| 21 juillet    | President's Cup, Astana                                              | 125 000 $    | Dur             | Sergueï Bubka Marco Chiudinelli               | Chen Ti Huang Liang-chi                             |
| 21 juillet    | Kentucky Bank Tennis Championships, Lexington                        | 50 000 $     | Dur             | Peter Polansky Adil Shamasdin                 | Chase Buchanan James McGee                          |
| 21 juillet    | Aamulehti Tampere Open, Tampere                                      | 42 500 €     | Terre battue    | Ruben Gonzales Sean Thornley                  | Elias Ymer Anton Zaitcev                            |
| 21 juillet    | Oberstaufen Cup, Oberstaufen                                         | 35 000 € +H  | Terre battue    | Wesley Koolhof Alessandro Motti               | Radu Albot Mateusz Kowalczyk                        |
| 28 juillet    | Odlum Brown VanOpen, Vancouver                                       | 100 000 $    | Dur             | Austin Krajicek John-Patrick Smith            | Marcus Daniell Artem Sitak                          |
| 28 juillet    | International Tennis Tournament of Cortina, Cortina d'Ampezzo        | 42 500 € +H  | Terre battue    | Iñigo Cervantes Juan Lizariturry              | Lee Hsin-han Vahid Mirzadeh                         |
| 28 juillet    | Open Castilla y León, Ségovie                                        | 42 500 € +H  | Dur             | Victor Baluda Alexander Kudryavtsev           | Brydan Klein Nikola Mektić                          |
| 28 juillet    | Svijany Open, Liberec                                                | 35 000 € +H  | Terre battue    | Roman Jebavý Jaroslav Pospíšil                | Ruben Gonzales Sean Thornley                        |
| 4 août        | The Comerica Bank Challenger, Aptos                                  | 100 000 $    | Dur             | Ruben Bemelmans Laurynas Grigelis             | Purav Raja Sanam Singh                              |
| 4 août        | San Marino Go&Fun Open, Saint-Marin                                  | 64 000 € +H  | Terre battue    | Radu Albot Enrique López-Pérez                | Franko Škugor Adrian Ungur                          |
| 4 août        | Advantage Cars Prague Open, Prague                                   | 42 500 €     | Terre battue    | Toni Androić Andrey Kuznetsov                 | Roberto Maytín Miguel Ángel Reyes-Varela            |
| 11 août       | Internazionali di Tennis del Friuli Venezia Giulia, Cordenons        | 42 500 € +H  | Terre battue    | Potito Starace Adrian Ungur                   | František Čermák Lukáš Dlouhý                       |
| 11 août       | Maserati Challenger, Meerbusch                                       | 35 000 € +H  | Terre battue    | Matthias Bachinger Dominik Meffert            | Gong Maoxin Peng Hsien-yin                          |
| 25 août       | Chang-Sat Bangkok Open, Bangkok                                      | 50 000 $     | Dur             | Pruchya Isarow Nuttanon Kadchapanan           | Chen Ti Peng Hsien-yin                              |
| 25 août       | Trofeo Citta di Como, Côme                                           | 35 000 € +H  | Terre battue    | Guido Andreozzi Facundo Argüello              | Steven Diez Enrique López-Pérez                     |
| 1er septembre | AON Open Challenger, Gênes                                           | 85 000 € +H  | Terre battue    | Daniele Bracciali Potito Starace              | Frank Moser Alexander Satschko                      |
| 1er septembre | Seguros Bolívar Open, Medellín                                       | 50 000 $ +H  | Terre battue    | Austin Krajicek César Ramírez                 | Roberto Maytín Andrés Molteni                       |
| 1er septembre | TEAN International, Alphen-sur-le-Rhin                               | 42 500 €     | Terre battue    | Antal van der Duim Boy Westerhof              | Rubén Ramírez Hidalgo Matteo Viola                  |
| 1er septembre | Trophée des Alpilles, Saint-Rémy-de-Provence                         | 42 500 €     | Dur             | Pierre-Hugues Herbert Konstantin Kravchuk     | David Guez Martin Vaisse                            |
| 1er septembre | Road to the Shanghai Rolex Masters, Shanghai                         | 50 000 $     | Dur             | Yuki Bhambri Divij Sharan                     | Somdev Devvarman Sanam Singh                        |
| 1er septembre | BRD Brasov Challenger, Brașov                                        | 35 000 € +H  | Terre battue    | Daniele Giorgini Adrian Ungur                 | Aslan Karatsev Valery Rudnev                        |
| 8 septembre   | Pekao Szczecin Open, Szczecin                                        | 106 500 € +H | Terre battue    | Dustin Brown Jan-Lennard Struff               | Tomasz Bednarek Igor Zelenay                        |
| 8 septembre   | Banja Luka Challenger, Banja Luka                                    | 64 000 € +H  | Terre battue    | Dino Marcan Antonio Šančić                    | Jaroslav Pospíšil Adrian Sikora                     |
| 8 septembre   | AMEX Istanbul Challenger, Istanbul                                   | 75 000 $     | Dur             | Colin Fleming Jonathan Marray                 | Jordan Kerr Fabrice Martin                          |
| 8 septembre   | Copa Sevilla, Séville                                                | 42 500 € +H  | Terre battue    | Antal van der Duim Boy Westerhof              | James Cluskey Jesse Huta Galung                     |
| 8 septembre   | Challenger Pulcra Lachiter, Biella                                   | 42 500 €     | Terre battue    | Marco Cecchinato Matteo Viola                 | Frank Moser Alexander Satschko                      |
| 15 septembre  | Izmir Cup, Izmir                                                     | 106 500 €    | Dur             | Ken Skupski Neal Skupski                      | Malek Jaziri Alexander Kudryavtsev                  |
| 15 septembre  | Arimex Challenger Trophy, Trnava                                     | 42 500 € +H  | Terre battue    | Roman Jebavý Jaroslav Pospíšil                | Stephan Fransen Robin Haase                         |
| 15 septembre  | Morocco Tennis Tour Meknès, Meknès                                   | 42 500 €     | Terre battue    | Hans Podlipnik-Castillo Stefano Travaglia     | Gerard Granollers Jordi Samper Montaña              |
| 15 septembre  | Campeonato Internacional de Tênis de Campinas, Campinas              | 40 000 $ +H  | Terre battue    | Facundo Bagnis Diego Schwartzman              | André Ghem Fabricio Neis                            |
| 15 septembre  | Trofeo Ciudad de Quito 'Diario El Comercio', Quito                   | 40 000 $ +H  | Terre battue    | Marcelo Demoliner João Souza                  | Duilio Beretta Martín Cuevas                        |
| 22 septembre  | Open d'Orléans, Orléans                                              | 106 500 € +H | Dur (int.)      | Thomaz Bellucci André Sá                      | James Cerretani Andreas Siljeström                  |
| 22 septembre  | Sibiu Open, Sibiu                                                    | 42 500 € +H  | Terre battue    | Potito Starace Adrian Ungur                   | Alexandru-Daniel Carpen Marius Copil                |
| 22 septembre  | Morocco Tennis Tour Kenitra, Kénitra                                 | 42 500 €     | Terre battue    | Dino Marcan Antonio Šančić                    | Gerard Granollers Jordi Samper Montaña              |
| 22 septembre  | Napa Valley Challenger, Napa                                         | 50 000 $     | Dur             | Peter Polansky Adil Shamasdin                 | Bradley Klahn Tim Smyczek                           |
| 22 septembre  | Aberto de Tênis do Rio Grande do Sul, Porto Alegre                   | 40 000 $ +H  | Terre battue    | Guido Andreozzi Guillermo Durán               | Facundo Bagnis Diego Schwartzman                    |
| 22 septembre  | Seguros Bolívar Open Pereira, Pereira                                | 40 000 $ +H  | Terre battue    | Nicolás Barrientos Eduardo Struvay            | Guido Pella Horacio Zeballos                        |
| 29 septembre  | Ethias Trophy, Mons                                                  | 106 500 € +H | Dur (int.)      | Marc Gicquel Nicolas Mahut                    | Andre Begemann Julian Knowle                        |
| 29 septembre  | Sacramento Pro Circuit Challenger, Sacramento                        | 100 000 $    | Dur             | Adam Hubble John-Patrick Smith                | Peter Polansky Adil Shamasdin                       |
| 29 septembre  | Claro Open Cali 2, Cali                                              | 40 000 $ +H  | Terre battue    | Guido Andreozzi Guillermo Durán               | Alejandro González César Ramírez                    |
| 6 octobre     | Tashkent Challenger, Tachkent                                        | 125 000 $ +H | Dur             | Lukáš Lacko Ante Pavić                        | Frank Moser Alexander Satschko                      |
| 6 octobre     | Open de Rennes, Rennes                                               | 85 000 € +H  | Dur (int.)      | Tobias Kamke Philipp Marx                     | František Čermák Jonathan Erlich                    |
| 6 octobre     | First Republic Bank Tiburon Challenger, Tiburon                      | 100 000 $    | Dur             | Bradley Klahn Adil Shamasdin                  | Carsten Ball Matt Reid                              |
| 13 octobre    | Indore Open ATP Challenger, Indore                                   | 50 000 $     | Dur             | Adrián Menéndez-Maceiras Aleksandr Nedovyesov | Yuki Bhambri Divij Sharan                           |
| 13 octobre    | Copa San Juan Gobierno, San Juan                                     | 40 000 $ +H  | Terre battue    | Martín Alund Facundo Bagnis                   | Diego Schwartzman Horacio Zeballos                  |
| 20 octobre    | KPIT MSLTA Challenger, Pune                                          | 50 000 $ +H  | Dur             | Saketh Myneni Sanam Singh                     | Sanchai Ratiwatana Sonchat Ratiwatana               |
| 20 octobre    | Copa Gobierno de Cordoba, Córdoba                                    | 40 000 $ +H  | Terre battue    | Marcelo Demoliner Nicolás Jarry               | Hugo Dellien Juan Ignacio Londero                   |
| 27 octobre    | Geneva Open presented by IPP, Genève                                 | 64 000 € +H  | Dur (int.)      | Johan Brunström Nicholas Monroe               | Oliver Marach Philipp Oswald                        |
| 27 octobre    | Latrobe City Traralgon Challenger, Traralgon                         | 50 000 $     | Dur             | Brydan Klein Dane Propoggia                   | Jarmere Jenkins Mitchell Krueger                    |
| 27 octobre    | Charlottesville Men's Pro Challenger, Charlottesville                | 50 000 $     | Dur (int.)      | Treat Conrad Huey Frederik Nielsen            | Lewis Burton Marcus Willis                          |
| 27 octobre    | Bauer Watertechnology Cup, Eckental                                  | 35 000 € +H  | Moquette (int.) | Ruben Bemelmans Niels Desein                  | Andreas Beck Philipp Petzschner                     |
| 27 octobre    | Open de la Réunion, La Réunion                                       | 35 000 € +H  | Dur             | Robin Haase Mate Pavić                        | Jonathan Eysseric Fabrice Martin                    |
| 3 novembre    | Slovak Open, Bratislava                                              | 85 000 € +H  | Dur (int.)      | Ken Skupski Neal Skupski                      | Norbert Gombos Adam Pavlásek                        |
| 3 novembre    | Internationaux de tennis de Vendée, Mouilleron-le-Captif             | 64 000 €+H   | Dur (int.)      | Pierre-Hugues Herbert Nicolas Mahut           | Tobias Kamke Philipp Marx                           |
| 3 novembre    | Sparkasse ATP Challenger, Ortisei                                    | 64 000 €     | Dur (int.)      | Sergey Betov Alexander Bury                   | James Cluskey Austin Krajicek                       |
| 3 novembre    | Latrobe City Traralgon Challenger 2, Traralgon                       | 50 000 $     | Dur             | Brydan Klein Dane Propoggia                   | Marcus Daniell Artem Sitak                          |
| 3 novembre    | Knoxville Challenger, Knoxville                                      | 50 000 $     | Dur (int.)      | Miķelis Lībietis Hunter Reese                 | Gastão Elias Sean Thornley                          |
| 10 novembre   | Trofeo Citta di Brescia, Brescia                                     | 42 500 € +H  | Moquette (int.) | Illya Marchenko Denys Molchanov               | Roman Jebavý Błażej Koniusz                         |
| 10 novembre   | Challenger Ciudad de Guayaquil, Guayaquil                            | 50 000 $ +H  | Terre battue    | Máximo González Guido Pella                   | Pere Riba Jordi Samper Montaña                      |
| 10 novembre   | IPP Open, Helsinki                                                   | 42 500 €     | Dur (int.)      | Henri Kontinen Jarkko Nieminen                | Jonathan Marray Philipp Petzschner                  |
| 10 novembre   | Keio Challenger International Tennis Tournament, Yokohama            | 50 000 $     | Dur             | Bradley Klahn Matt Reid                       | Marcus Daniell Artem Sitak                          |
| 10 novembre   | JSM Challenger of Champaign-Urbana, Champaign                        | 50 000 $     | Dur (int.)      | Ross William Guignon Tim Kopinski             | Frank Dancevic Adil Shamasdin                       |
| 17 novembre   | Lima Challenger Copa Claro, Lima                                     | 50 000 $ +H  | Terre battue    | Sergio Galdós Guido Pella                     | Marcelo Demoliner Roberto Maytín                    |
| 17 novembre   | Uruguay Open, Montevideo                                             | 50 000 $     | Terre battue    | Martín Cuevas Pablo Cuevas                    | Nicolás Jarry Gonzalo Lama                          |
| 17 novembre   | Dunlop Srixon World Challenge, Toyota                                | 40 000 $ +H  | Moquette (int.) | Toshihide Matsui Yasutaka Uchiyama            | Bumpei Sato Yang Tsung-hua                          |
| 17 novembre   | Internazionali di Tennis Andria e Castelo del Monte, Andria          | 35 000 € +H  | Dur (int.)      | Patrick Grigoriu Costin Pavăl                 | Roman Jebavý Andreas Siljeström                     |

## Statistiques

### En simple
| Joueur              | Nombre | Titres                                                |
| ------------------- | ------ | ----------------------------------------------------- |
| Adrian Mannarino    | 5      | Manta, Ségovie, Istanbul, Knoxville, Champaign        |
| Gilles Müller       | 5      | Guadalajara, Shenzhen, Taipei, Gimcheon, Recanati     |
| Diego Schwartzman   | 5      | Aix-en-Provence, Prague 2, Campinas, San Juan, Finals |
| Márcos Baghdatís    | 4      | Nottingham, Vancouver, Aptos, Genève                  |
| Simone Bolelli      | 4      | Bergame, Verceil, Tunis, Oberstaufen                  |
| Pablo Cuevas        | 4      | Barranquilla, Mestre, Guayaquil, Montevideo           |
| David Goffin        | 4      | Scheveningen, Poznań, Tampere, Mons                   |
| Pablo Carreño-Busta | 3      | Caltanissetta, Mohammédia, Séville                    |
| Damir Džumhur       | 3      | Mersin, Arad, San Benedetto                           |
| Máximo González     | 3      | Santos, Blois, Padoue                                 |
| Blaž Kavčič         | 3      | Ferghana, Tianjin, Portorož                           |
| Bradley Klahn       | 3      | Maui, West Lakes, Traralgon 1                         |
| Nick Kyrgios        | 3      | Sarasota, Savannah, Nottingham 2                      |
| Sam Querrey         | 3      | Napa, Sacramento, Tiburon                             |

| Pays       | Nombre |
| ---------- | ------ |
| États-Unis | 13     |
| Argentine  | 13     |
| Australie  | 11     |
| France     | 10     |
| Allemagne  | 8      |
| Espagne    | 8      |
| Italie     | 8      |
| Belgique   | 7      |
| Japon      | 6      |
| Luxembourg | 5      |
| Serbie     | 5      |
| Slovénie   | 5      |

### En double
| Joueur                | Nombre | Titres                                                  |
| --------------------- | ------ | ------------------------------------------------------- |
| Sergey Betov          | 6      | Astana, Samarcande, Karchi, Ferghana, Portorož, Ortisei |
| Alexander Bury        | 6      | Astana, Samarcande, Karchi, Ferghana, Portorož, Ortisei |
| Chris Guccione        | 6      | Dallas, León, Shenzhen, Taipei, Gimcheon, Nottingham    |
| Máximo González       | 5      | Itajaí, Santos, Milan, Todi, Guayaquil                  |
| Samuel Groth          | 5      | Dallas, León, Shenzhen, Taipei, Gimcheon                |
| Adil Shamasdin        | 5      | Le Gosier, Tunis, Lexington, Napa, Tiburon              |
| Potito Starace        | 5      | Caltanissetta, San Benedetto, Cordenons, Gênes, Sibiu   |
| Radu Albot            | 4      | Mersin, Rome, Poznań, Saint-Marin                       |
| Guillermo Durán       | 4      | Milan, Todi, Porto Alegre, Cali 2                       |
| Pierre-Hugues Herbert | 4      | Quimper, Tunis, Saint-Rémy, Mouilleron-le-Captif        |
| Henri Kontinen        | 4      | Heilbronn, Cherbourg, Sarasota, Helsinki                |
| Jaroslav Pospíšil     | 4      | Mersin, Marbourg, Liberec, Trnava                       |

| Nombre | Pays                                                         |
| ------ | ------------------------------------------------------------ |
| 17     | Argentine                                                    |
| 16     | Australie, États-Unis                                        |
| 11     | Italie                                                       |
| 8      | Allemagne, Croatie, France, Tchéquie, Royaume-Uni            |
| 6      | Biélorussie, Canada, Espagne, Inde, Nouvelle-Zélande, Russie |
| 5      | Brésil, Pays-Bas, Slovaquie                                  |

## Classement ATP Challenger
Ce classement tient compte des points ATP récoltés sur une année civile, uniquement dans les tournois Challengers. À la fin de l'année, ce classement permet de déterminer les sept joueurs qualifiés pour le tournoi ATP Challenger Tour Finals, équivalent au Masters sur le circuit ATP.
Classement au 3 novembre 2014.
| Rang | Joueur                | Points | Classement ATP |
| ---- | --------------------- | ------ | -------------- |
| 1    | Gilles Müller         | 647    | 46             |
| 2    | Diego Schwartzman     | 557    | 78             |
| 3    | Víctor Estrella       | 488    | 65             |
| 4    | João Souza            | 470    | 91             |
| 5    | Go Soeda              | 437    | 117            |
| 6    | David Goffin          | 420    | 22             |
| 7    | Simone Bolelli        | 418    | 63             |
| 8    | Albert Ramos          | 411    | 66             |
| 9    | Andreas Haider-Maurer | 411    | 84             |
| 10   | Jan-Lennard Struff    | 408    | 53             |
| 11   | Blaž Rola             | 399    | 87             |
| 12   | Pablo Cuevas          | 397    | 35             |
| 13   | Marsel Ilhan          | 392    | 114            |
| 14   | Máximo González       | 387    | 101            |
| 15   | Blaž Kavčič           | 386    | 95             |

En gras, les joueurs qualifiés pour les ATP Challenger Tour Finals.

## ATP Challenger Tour Finals
Le classement ATP Challenger du 27 octobre détermine la liste d'acceptation pour le tournoi ATP Challenger Tour Finals. Les 8 joueurs qui y participent sont Víctor Estrella, Simone Bolelli, Diego Schwartzman, Andreas Haider-Maurer, Blaž Rola, João Souza, Máximo González et Guilherme Clezar (sur invitation).
|  |                   |            |                   |            |            |                  |        |        |        |        |        |        |
|  | 1/2 finale        | 1/2 finale | 1/2 finale        | 1/2 finale | 1/2 finale |                  |        | Finale | Finale | Finale | Finale | Finale |
|  |                   |            |                   |            |            |                  |        |        |        |        |        |        |
|  |                   |            |                   |            |            |                  |        |        |        |        |        |        |
|  | Víctor Estrella   | (3)        | 64                | 7          | 612        |                  |        |        |        |        |        |        |
|  | Víctor Estrella   | (3)        | 64                | 7          | 612        |                  |        |        |        |        |        |        |
|  | Guilherme Clezar  | (8/WC)     | 7                 | 60         | 7          |                  |        |        |        |        |        |        |
|  | Guilherme Clezar  | (8/WC)     | 7                 | 60         | 7          | Guilherme Clezar | (8/WC) | 2      | 3      |        |        |        |
|  |                   |            |                   |            |            | Guilherme Clezar | (8/WC) | 2      | 3      |        |        |        |
|  |                   |            | Diego Schwartzman | (2)        | 6          | 6                |        |        |        |        |        |        |
|  | Simone Bolelli    | (1)        | Diego Schwartzman | (2)        | 6          | 6                | 5      | 4      |        |        |        |        |
|  | Simone Bolelli    | (1)        |                   |            |            |                  | 5      | 4      |        |        |        |        |
|  | Diego Schwartzman | (2)        | 7                 | 6          |            |                  |        |        |        |        |        |        |
|  | Diego Schwartzman | (2)        | 7                 | 6          |            |                  |        |        |        |        |        |        |